# Намък Кемал (квартал в Есенлер)
„Намък Кемал“ (на турски: Namık Kemal) е квартал на Истанбул, разположен в околия Есенлер. Общата му площ е 0,24 км2. Според данни на Адресната система за регистриране на населението (ABPRS) към 2023 г. населението на „Намък Кемал“ е 15 817 жители.